# Karin Margareta Haglund
Karin Margareta Haglund, född Lindecrantz den 21 maj 1918 i Eskilstuna Klosters församling, Eskilstuna, död den 27 juli 2010 i Örgryte församling, Göteborg, var en svensk tecknare och grafiker.
Haglund studerade Hovedskous målarskola, Göteborg och för André Lhote i Paris samt under studieresor till Italien, Spanien, Grekland och Frankrike. Hon medverkade i separat och samlingsutställningar i Göteborg, Borås, Stockholm och Frankrike. Hennes konst består av stilleben, landskap samt i teckningar och grafik har hon återgivit den gamla kulturen vid ateljén i den gamla släktgården i Ödenäs. Vid sidan av sitt eget skapande var hon i ett 20-tal år verksam som lärare i teckning, konst samt estetik i Borås och Göteborg. Haglund är begravd på Ödenäs kyrkogård.